# Lascaris War Rooms
Le Lascaris War Rooms sono un complesso sotterraneo di tunnel e stanze che si trova a La Valletta sull'isola di Malta e che ospitava il quartier generale britannico durante la seconda guerra mondiale.

## Storia
Durante l'assedio di Malta del 1940, gli inglesi iniziarono a realizzare una struttura segreta sotterranea sotto gli Upper Barrakka Gardens, espandendo gli alloggi per gli schiavi realizzati durante il periodo degli Ospitalieri. Il complesso fu completato all'inizio del 1943 e prese il nome dalla vicina Batteria Lascaris, a sua volta intitolata a Giovanni Paolo Lascaris, Gran Maestro dell'Ordine che aveva costruito un giardino nel sito poi occupato dalla batteria.
Le Lascaris War Rooms avevano sale operative da dove venivano coordinate sia la difesa di Malta che altre operazioni nel Mediterraneo. Il quartier generale comunicava direttamente con le stazioni radar intorno alle isole maltesi ed era dotato di macchine Typex. Le flotte erano guidate dalla Navy Plotting Room, mentre la Anti-Aircraft Guns Operations Room era responsabile della difesa aerea dell'isola. Nella Coast Defence Room venivano pianificate le operazioni difensive in caso di invasione anfibia, mentre la Filter Room mostrava informazioni ricevute da vari luoghi, inclusa la stazione navale dell'Auberge de Castille.
Durante la guerra, nelle Lascaris War Rooms hanno lavorato circa 1000 persone e sono state il quartier generale degli Alleati da dove il generale Eisenhower e i suoi comandanti supremi, l'ammiraglio Cunningham, il feldmaresciallo Montgomery e il Maresciallo dell'aria Tedder, diressero l'invasione alleata della Sicilia (operazione Husky) nel 1943.
Dopo la guerra, le Lascaris War Rooms divennero il quartier generale della flotta mediterranea della Royal Navy e svolsero un ruolo attivo durante la crisi di Suez del 1956 e furono messe in piena allerta durante la crisi dei missili di Cuba del 1962.
Nel 1967 il complesso fu rilevato dalla NATO per essere utilizzato come Centro strategico di comunicazione per l'intercettazione dei sottomarini sovietici nel Mediterraneo e svolsero questa funzione fino alla loro chiusura nel 1977.
Oggi le Lascaris War Rooms sono diventate un museo aperto al pubblico.

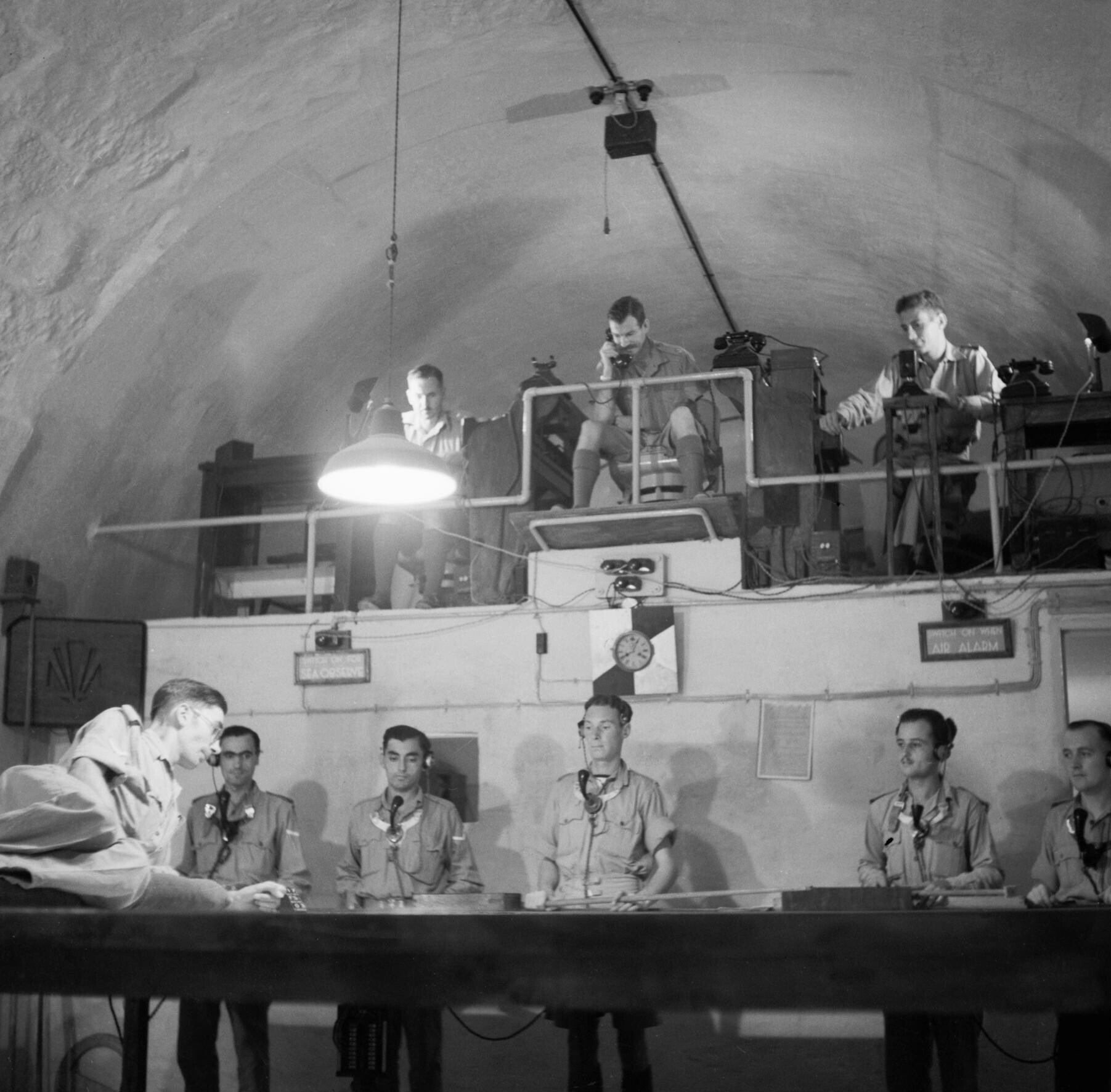
La Coast Defence Room durante la seconda guerra mondiale
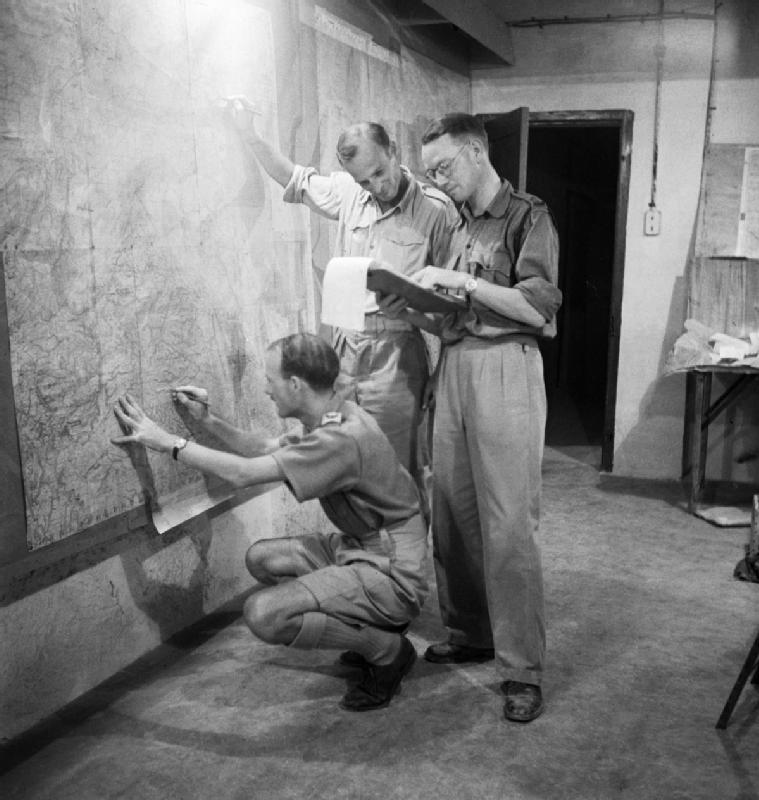
Gli ufficiali di stato maggiore britannici tracciano le posizioni durante lo sbarco in Sicilia
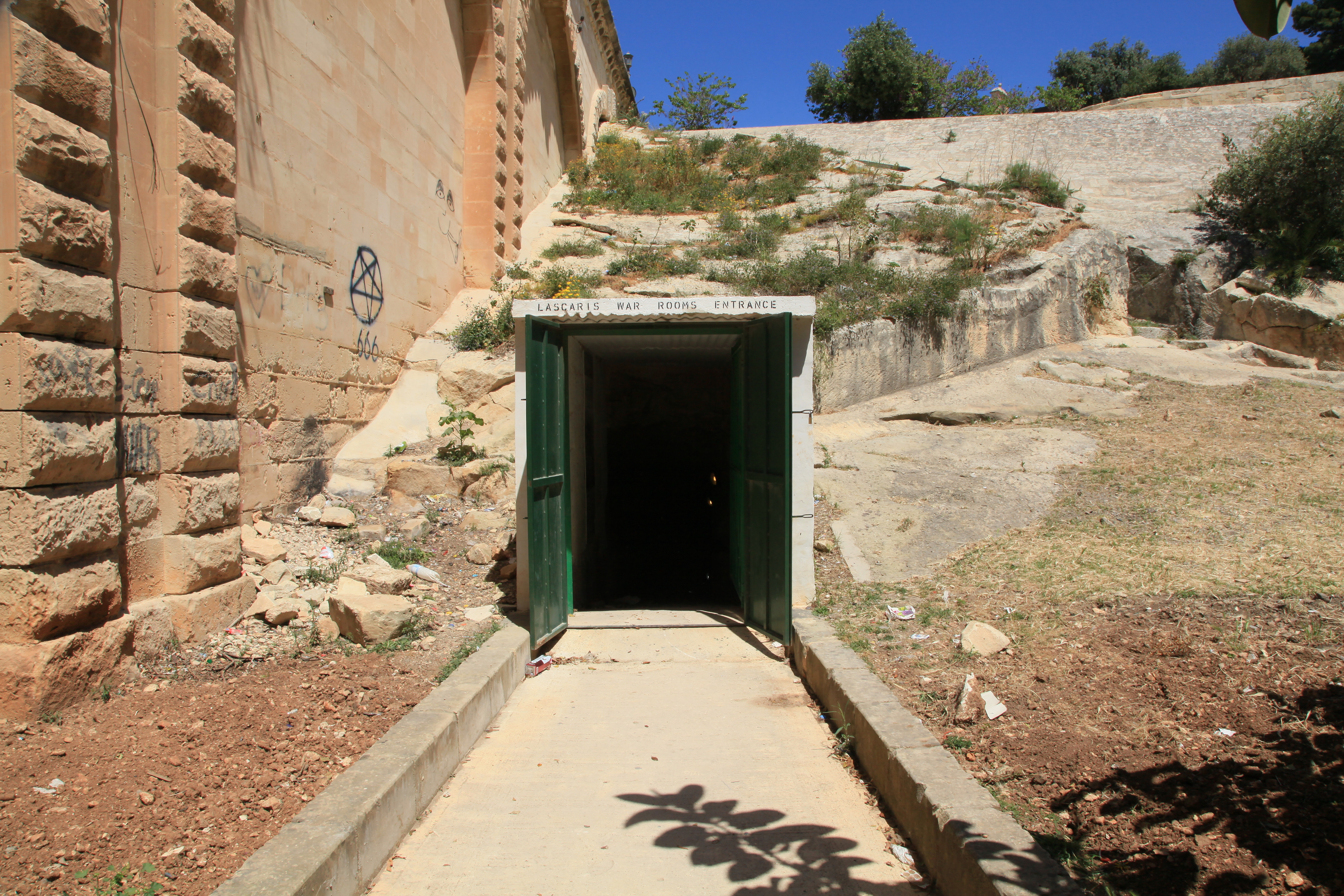
Ingresso alle sale di guerra
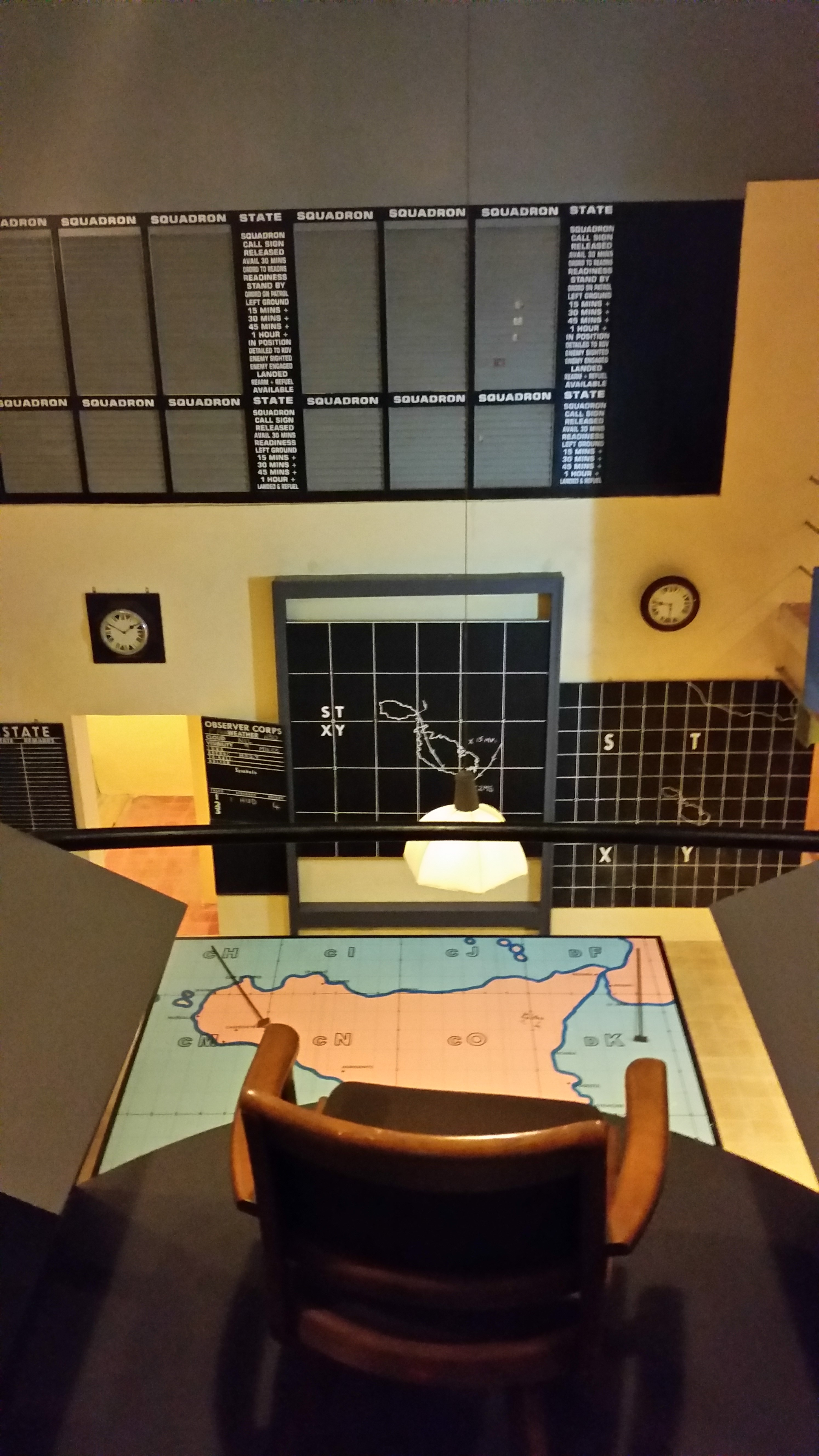
Una stanza delle Lascaris War Rooms
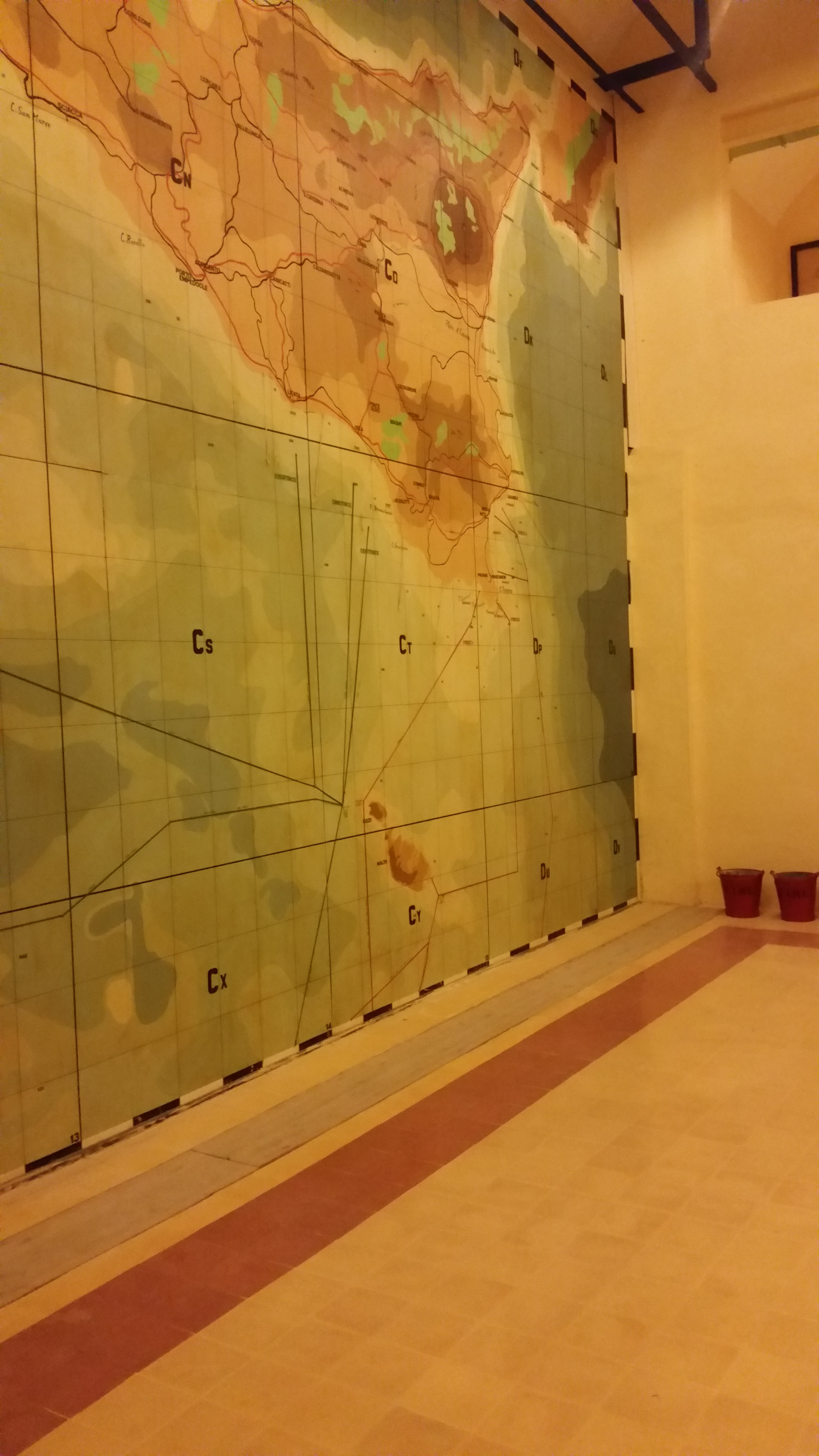
Mappa della Sicilia